# Congrès de Loutsk
Le congrès de Loutsk est un rassemblement diplomatique réunissant les puissances d'Europe du Nord et de l'Est qui s'est tenu pendant treize semaines à partir du 6 janvier 1429 au château de Lubart à Loutsk. Le principal enjeu était la restauration du royaume de Lituanie par le couronnement de Vytautas. Les autres sujets de discussion furent le siège de la Moldavie sous Alexandre Ier le Bon, la constitution d'une potentielle coalition contre l'Empire ottoman, le désir d'améliorer les relations entre le Danemark et la Ligue hanséatique ainsi que diverses questions économiques, religieuses, commerciales et fiscales.

## Délégations
- Grand-duché de Lituanie : Vytautas le Grand
- Royaume de Pologne : le roi Ladislas II Jagellon, l'évêque de Cracovie Zbigniew Oleśnicki, Jan de Tarnów
- Royaume de Hongrie : le roi Sigismond de Luxembourg et sa femme Barbara
- Royaume de Danemark : le roi Éric de Poméranie
- Confédération livonienne : le maître Siegfried Landorf Spanheim
- Ordre Teutonique : le commandant de Balga
- Église catholique : le légat apostolique Andrew Dominican envoyé par le pape Martin V
- Église orthodoxe : le métropolite de Kiev Photios
- Empire byzantin : délégation envoyé par Jean VIII Paléologue
- Grande-principauté de Moscou : Vassili II et autres Knèzes
- Principauté de Moldavie
- Horde d'or : Khans de Volga, Don, et Perekop

## Discussions
L'objectif principal du congrès qui était la défense de l'Europe face à la menace de l'empire ottoman n'a pas été réalisé, mais les discussions ont plutôt tourné sur la transformation du grand-duché de Lituanie en royaume, poussée par le roi hongrois Sigismond de Luxembourg qui voyait d'un bon œil la division de la Lituanie et de la Pologne.
- le problème de la Valachie disputée par les Hongrois, Ottomans et Polonais : selon l'accord de 1412, la Moldavie devait agir du côté de Sigismond dans la lutte avec les Ottomans menés par le sultan Mourad II. La Moldavie, cependant, n'a pas suivi l'accord et Sigismond du Luxembourg a suggéré que cette terre soit répartie entre la Pologne et la Hongrie.
- La coalition anti-ottomane : en élargissant leurs intérêts dans les Balkans et le bassin du Danube, l'empereur était préoccupé par la menace ottomane. Bien que les relations entre les byzantins et les ottomans aient été pacifiques parfois, il n'y avait aucun espoir pour un avenir pacifique à la suite du siège de Thessalonique se terminant en faveur des Ottomans et du siège ottoman de Constantinople en 1422. Les rois hongrois et allemands ont proposé à la Lituanie et à la Pologne de devenir membres de la coalition anti-ottomane. Cependant, la délégation polonaise a exprimé sa réticence à prendre un si grand risque jusqu'à ce que la coalition soit rejointe par la majorité des États.
- Les liens diplomatiques entre le Danemark et la Hanse : le roi danois Éric de Poméranie était intéressé par la réglementation des relations avec les villes de la Ligue hanséatique à la suite du traité de Stralsund mais l'issue de la discussion est inconnue.
- Les contours d'une union entre les églises catholique et orthodoxe ont été discutés, soutenue par le roi de Hongrie et le légat du pape. Cependant, le clergé a refusé de participer à la discussion. La scission entre l'église catholique et les activités des Hussites en Bohême a également été discutée.